# 鄔勵德
鄔勵德，CMG，RIBA，FRICS（英語：Alec Michael John Wright，1912年9月19日—2018年1月26日），香港和英國的建築師及殖民地官員，1938年加入香港政府，長年任職於工務司署。他在1963年至1969年間出任工務司，並兼任立法局及市政局官守議員，卸任後出任香港政府駐英專員，至1973年退休後定居倫敦。
在工務司任內，鄔勵德大量建造徙置屋邨和政府廉租屋以安置寮屋居民，而香港後來不少大型基礎建設，包括地下鐵路、萬宜水庫、海底隧道和新市鎮等，都在他任內開始構思。鄔勵德還長年擔任香港房屋協會執行委員會委員，他提倡每個房協屋邨單位都應有獨立的廁所和廚房，其主張在當時被稱為「鄔勵德原則」（Wright Principle）。
鄔勵德是香港建築師學會創會會員，並曾在1958年至1959年出任會長，他也有份設計曾經是中環地標之一的愛丁堡廣場渡輪碼頭。位於大坑的勵德邨，即為紀念鄔勵德對香港的貢獻而以他命名。
2018年1月26日，鄔勵德於英國倫敦逝世，享嵩壽105歲。

## 生平

### 早年生涯
鄔勵德在1912年9月19日生於香港，父母分別是亞瑟·埃德加·萊特（Arthur Edgar Wright，1880年－1949年）和瑪潔莉·赫普沃斯·查普曼（Margery Hepworth Chapman，1888年－1973年）。鄔勵德父祖兩代均在香港政府任職，他的祖父在1889年來港，任職於差餉部門，父親則在1903年加入港府工務司署，1911年出任技術工程師、1915年出任特補署理物業估價官、1917年出任一級執行工程師、1918年至1920年間借調到英屬威海衛工作，回港後於1923年出任署理助理工務司，至1929年因病提早退休。鄔勵德另有三名兄弟姊妹，兄長丹尼士·萊特爵士（Sir Denis Wright，1911年－2005年）是職業外交官，曾任英國駐伊朗大使，1979年曾奉首相戴卓爾夫人之命，到巴哈馬向流亡的伊朗阿沙穆罕默德·禮薩·巴列維表達英政府不會收容和庇護他的立場。
鄔勵德幼年就讀於奇力山歌賦山的山頂學校，八歲時負笈英國，跟隨兄長入讀雅息士郡的布倫特伍德學校。受父親的影響，他對建築工程產生興趣，求學期間除了在一所建築師行當實習生外，畢業後又先後在1934年和1937年考取資格成為皇家特許測量師學會會員（ARICS）和英國皇家建築師學會會員（ARIBA）。日後，他還取得皇家特許測量師學會院士（FRICS）和英國皇家建築師學會特許會員（RIBA）的榮銜。

### 加入港府

#### 工務司署生涯
擁有特許建築師和特許測量師資格的鄔勵德曾於倫敦私人執業，從事建築工程。在1938年12月2日，他跟隨父祖加入香港政府，獲父親曾任職的工務司署聘用為建築師，由此展開他在工務司署逾30年的工作生涯。可是不久以後，第二次世界大戰在1939年爆發，鄔勵德在1941年被編到香港義勇防衛軍服役。同年12月，日軍揮軍香港，香港保衛戰爆發，鄔勵德參與戰事抵抗日軍，但隨著香港在12月25日淪陷後，鄔勵德淪為戰俘，遭日軍拘禁於九龍的亞皆老街集中營，1944年又被遷至深水埗。相關經歷使他深切體會到當時華人惡劣的生活環境，促成後來的鄔勵德原則。

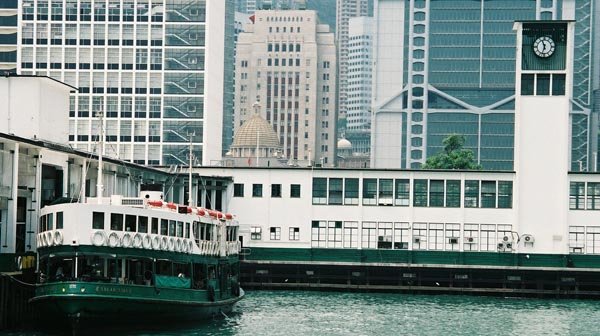
愛丁堡廣場渡輪碼頭

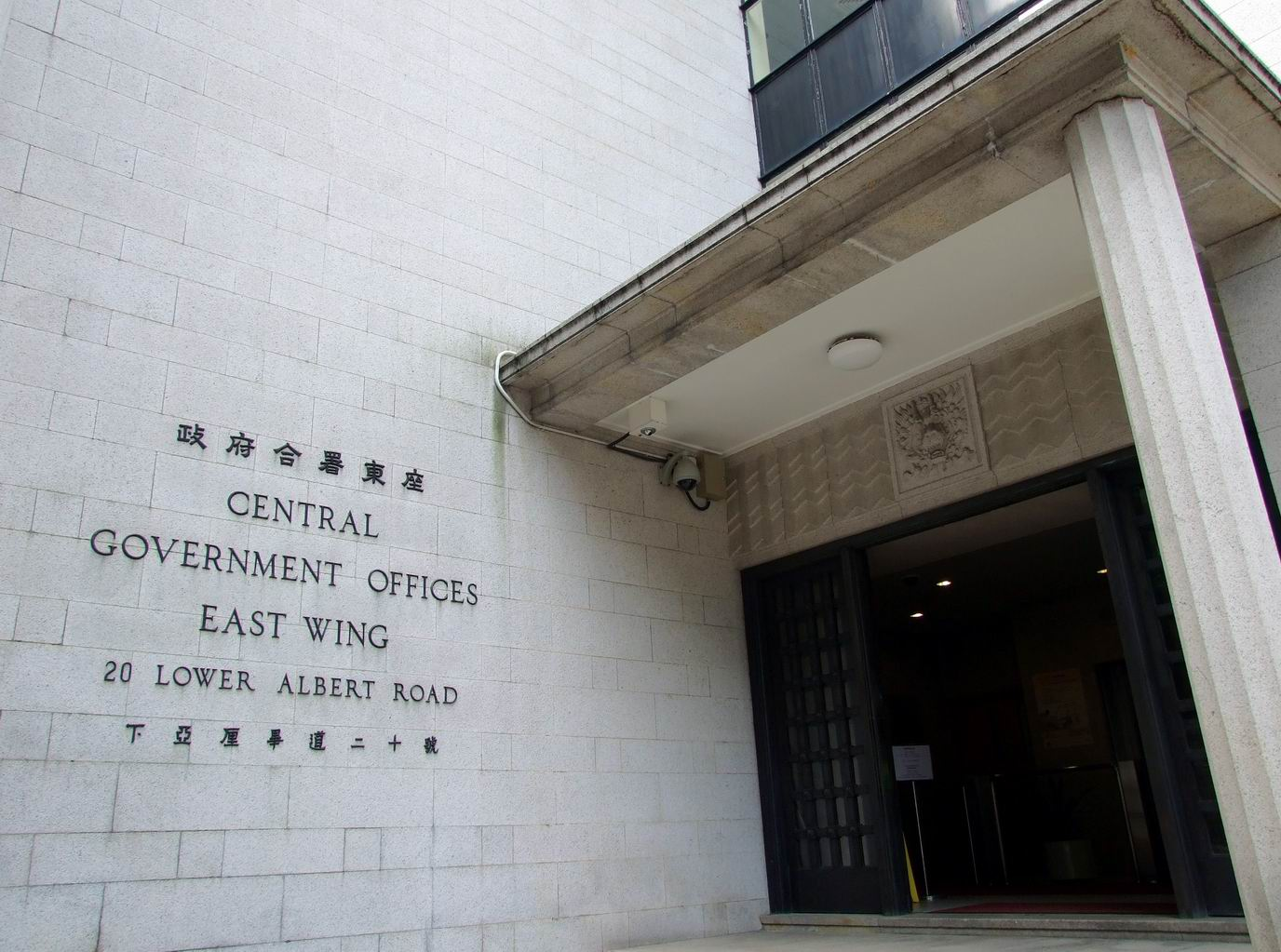
中區政府合署東座入口，門眉刻有龍頭浮雕

一直到1945年8月日本無條件投降，香港重光，鄔勵德才得以獲釋。重光後，鄔勵德在臨時軍政府民事小組的工務科任職技術秘書。1946年殖民地重新設立文治政府後，他重新加入工務司署，並在1950年初出任署理總建築師，同年再正式成為工務司署總建築師。鄔勵德在1952年曾署任助理工務司，1956年初復署任助理工務司（工務），同年10月再獲正式擢升為助理工務司。
鄔勵德在戰後參與不少公務員宿舍和公共房屋的興建計劃，並由1953年起擔任非牟利組織香港房屋協會的執行委員會委員。在鄔勵德的建議下，房協在1952年興建的上李屋邨A至D座時，就特別為每個單位設立獨立廚房和廁所，一反過往共用廚房和廁所的設計。港府後來在1954年起興建徙置屋邨，但早期的徙置屋邨也只設有共用廁所和廚房，因此由鄔勵德參與設計的房協屋邨，質素都要比這些徙置屋邨好。鄔勵德提出每個屋邨都應該設有獨立廁所和廚房的原則，在當時被歸納為「鄔勵德原則」（Wright Principle），並為房協所大致採納。
在1956年至1957年間，鄔勵德與助理建築師陳洪業負責設計俗稱為中環天星碼頭的愛丁堡廣場渡輪碼頭，以取代因為中環填海而需要關閉清拆的舊中環天星碼頭。由鄔勵德和陳洪業設計的中環天星碼頭以簡約實用為設計原則，外牆顏色則配上代表天星小輪的白色和綠色。碼頭主體部份的設計工作由陳洪業負責，並在鄔勵德構思下為碼頭加上鐘樓，使鐘樓成為整座碼頭的焦點之餘，也為碼頭整體塑造對稱和高雅的感覺。這座碼頭曾經是中環的地標性建築，一直到2006年才因為中環再進行填海而被港府清卸，由於碼頭極具特色，引發當時輿論激烈爭論碼頭的去留問題。
鄔勵德在1950年代另一項重要工作，是負責統籌興建位於中環的中區政府合署。中區政府合署前身是始建於1847年的舊輔政司署，舊輔政司署於1848年落成，使用超過百年，至二戰以後，由於大樓破舊不堪，加上面積細小，無法容納分散於市區內不同商業樓宇的各個政府部門，因此港府在1951年決定把舊輔政司署拆卸重建。在鄔勵德的監督下，中區政府合署東座、中座和西座分別在1954年、1956年和1959年落成。此後，輔政司署與各個主要政府部門均集中遷入中區政府合署，比以往更為便利，而中區政府合署至港督府的各座建築，則成為政府山上的一組特別的政府建築群。
除了港府的工作外，鄔勵德也積極參與本地建築界的活動。在1956年9月3日，包括鄔勵德在內的27位本地建築師正式成立香港建築師公會（1972年改名為香港建築師學會），鄔勵德遂成為公會的創會會員之一。在1958年，鄔勵德復接替徐敬直成為公會的第二任會長，在任一年，至1959年卸任。另外，在鄔勵德的策劃下，他的母校山頂學校在1954年獲港府安排遷往賓吉道新址。

#### 工務司生涯
鄔勵德在1959年出任副工務司，1963年3月正式接替英格理（Allan Inglis）出任工務司，同時出任立法局官守委任議員和市政局當然官守議員。在1968年9月至11月間，鄔勵德也曾短暫出任行政局臨時官守議員。

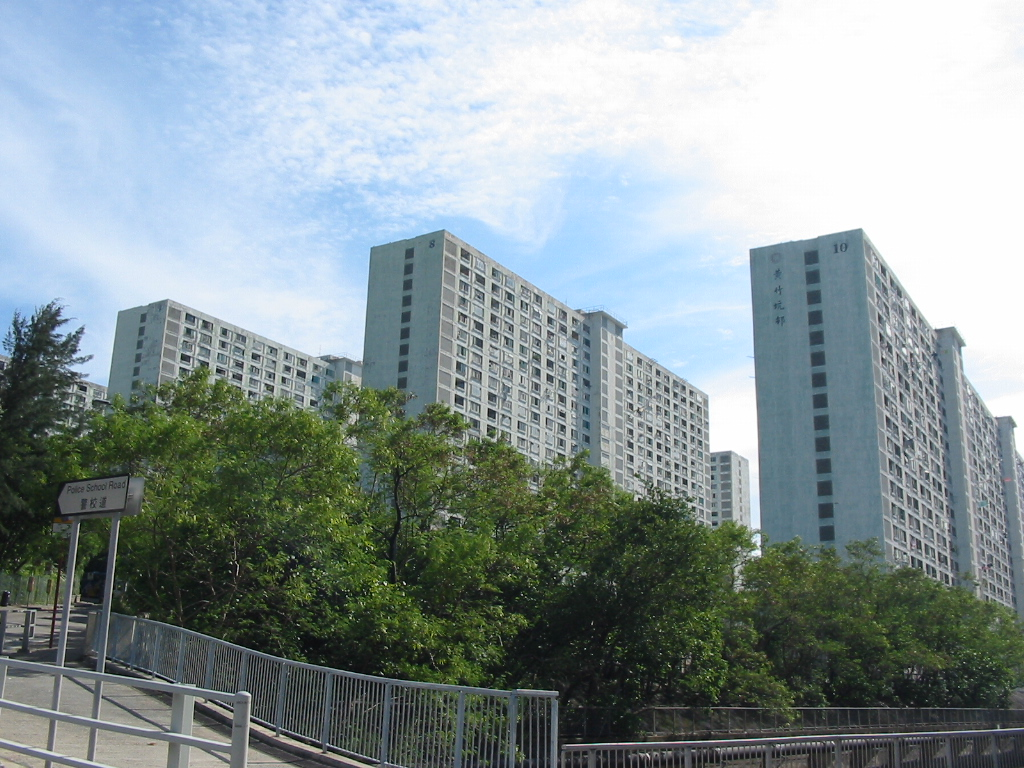
黃竹坑邨於1968年起入伙

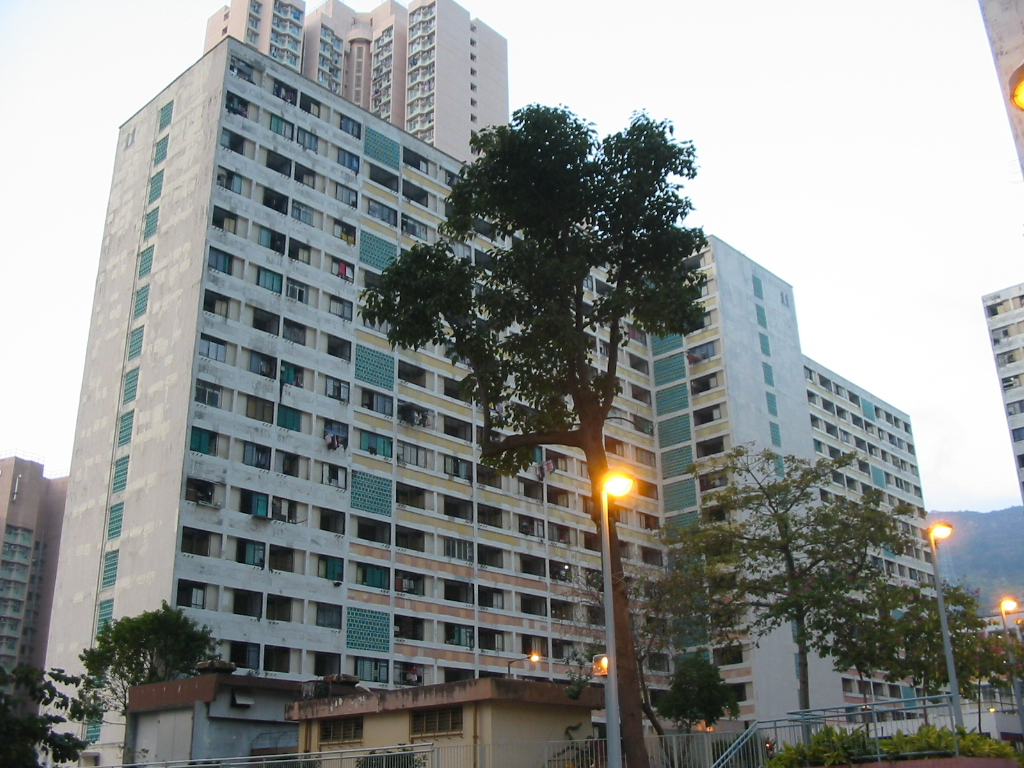
石籬邨於1966年至1968年間落成

在工務司任內，鄔勵德繼續關注公共房屋的發展，並大量興建徙置屋邨和較優質的政府廉租屋，以配合港府安置寮屋居民的政策。由1963年至1968年間，港府每年用於興建徙置屋邨和政府廉租屋的支出平均高達1.19億港元。此外，他又應港府屋宇政策研討委員會（Housing Board）提出的建議，訂下六年計劃，目標在1967年4月至1973年3月間，興建徙置屋邨和政府廉租屋以容納99萬人口。在計劃首年，工務司署成功為約16.5萬人提供公營居所，而另外建造中的公共房屋也預計可安置超過30萬人口。雖然如此，鄔勵德任內興建公共房屋的規模也不及後來港督麥理浩爵士在1970年代推出的十年建屋計劃宏大。該計劃目標在10年內興建公共房屋以容納180萬人口，而計劃所興建的公共屋邨，規格和質素也要比原來的徙置屋邨好。而終鄔勵德一任，工務司署落成的政府廉租屋計有山谷道邨、牛頭角上邨和黃竹坑邨等，徙置屋邨則包括慈雲山邨、石籬邨和石排灣邨等。
鄔勵德也曾參與屋宇建設委員會、城市規劃委員會、以及立法局財務委員會和工務小組委員會的工作，在1964年，他還獲港府委任為清除貧民區工作小組（Slum Clearance Working Party）主席，研究對舊區不符合安全標準的樓宇進行重建。工作小組初期把香港島西營盤等地劃作市區重建先導計劃（Urban Renewal Pilot Scheme）的目標地區，可是工作小組的進展緩慢，在舊區重建方面的成果始終有限。
在供水事務方面，鄔勵德任內見證中港兩地推動東深供水工程，另又負責督建在新界大埔修築的船灣淡水湖。船灣淡水湖在1968年落成啟用，是當時全港平面面積和儲水量最大的水塘（儲水量後來被萬宜水庫超越）。船灣淡水湖透過興建堤壩圍堵海灣而改造得來，也是全球首座在海中建造的水塘。可是，香港當時仍不時受到旱災的威脅，在1963年，香港久旱不雨，港府被迫宣佈制水，而鄔勵德更在同年6月起實施「四天供水四小時」的政策，使得大批市民要在街頭輪候食水，而制水政策一直維持到1964年才完全撤銷。
儘管面對旱災的威脅，但鑑於當時中國大陸局勢不穩，而且又在1966年爆發文化大革命，因此鄔勵德並不主張過份依賴由中國大陸供水。在他的主持下，港府在西貢三處海域選址，構思研究建造更多類似船灣淡水湖的水塘，該研究隨後在1969年建議在糧船灣洲和西貢半島東部之間興建全新的水塘。這個水塘的建造工程在鄔勵德卸任工務司後的1971年才正式展開，到1978年落成，是為萬宜水庫。在1967年，社會上還有聲音建議在興建水塘的同時，港府可以引入海水化淡作食水的技術，不過鄔勵德指出，興建海水化淡廠需動輒花費上億港元，而產出的淡水不多，直指建議等如把金錢「投入溝渠」。一直到多年以後，港府終在1972年決定興建海水化淡廠，並且在1975年啟用。但一如鄔勵德所料，由於海水化淡的成本高昂，化淡廠投產僅三年，便在1978年宣告停產，最終更在1982年正式關閉。

船灣淡水湖在1968年落成啟用，是當時香港儲水量最大的水塘

英國顧問公司在1967年構思的香港地鐵走線

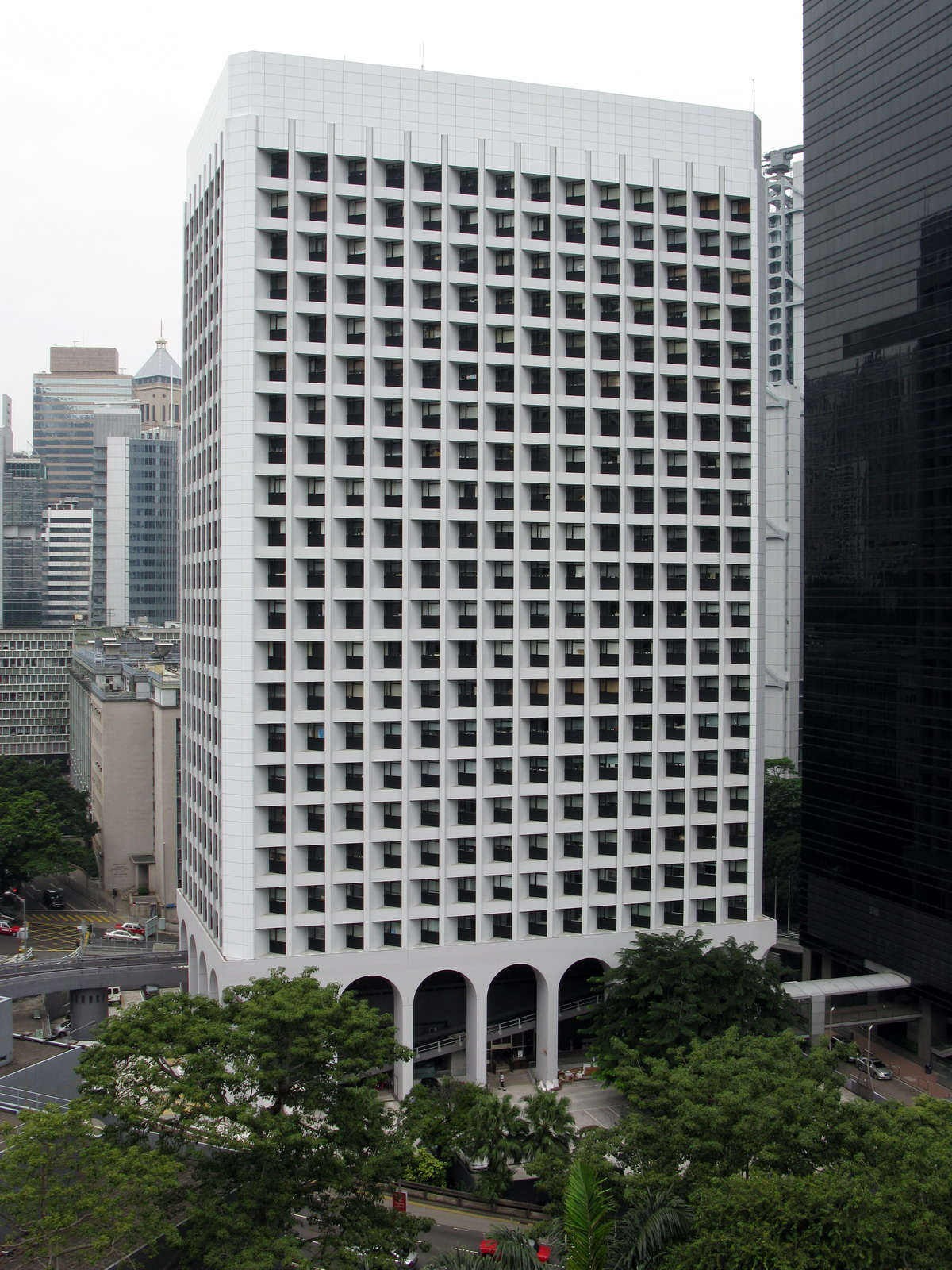
美利大廈由鄔勵德於1969年揭幕，翌年正式落成啟用

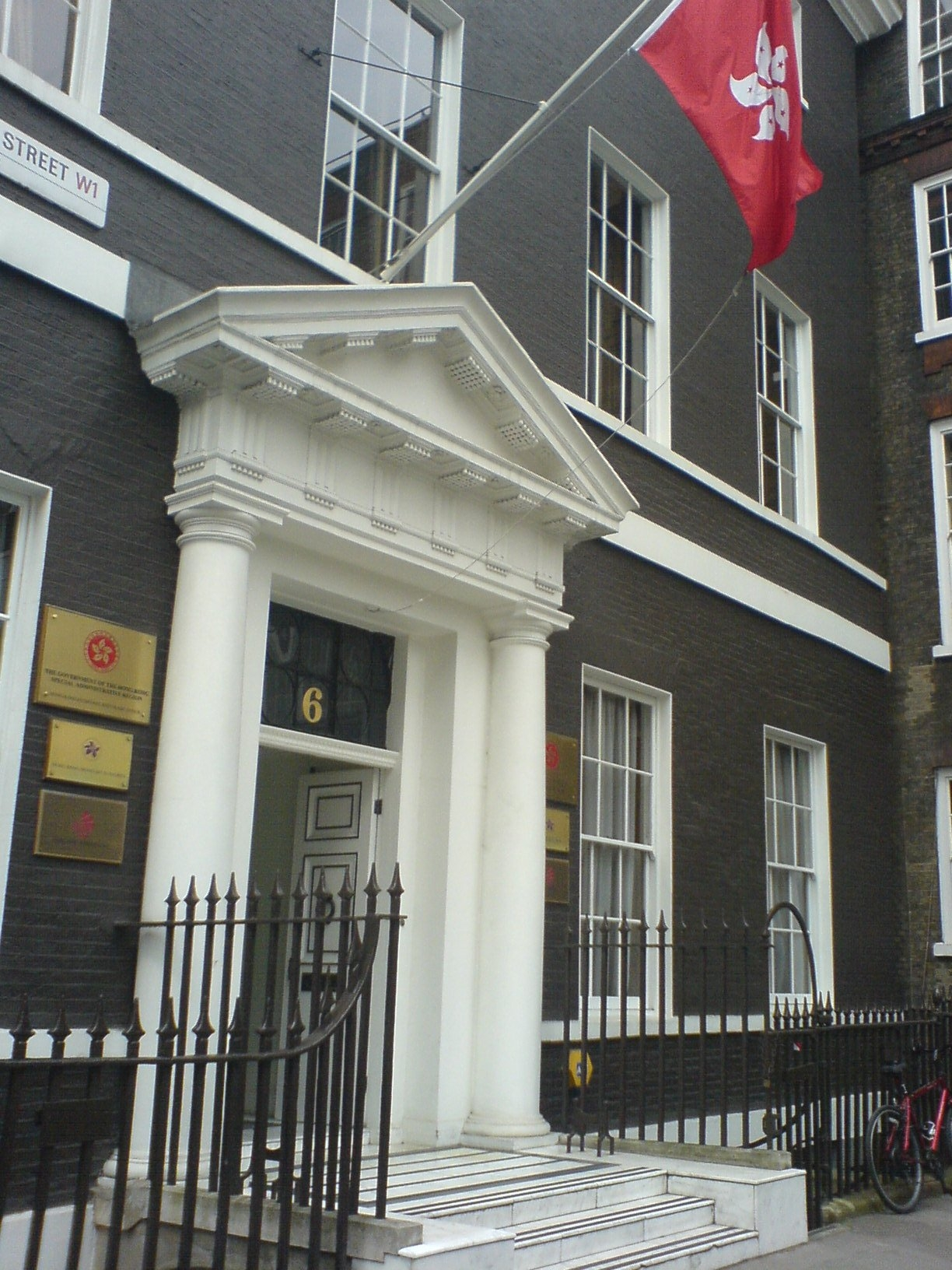
特區政府駐倫敦經貿辦前身是港府駐英辦，由鄔勵德於1972年10月遷入

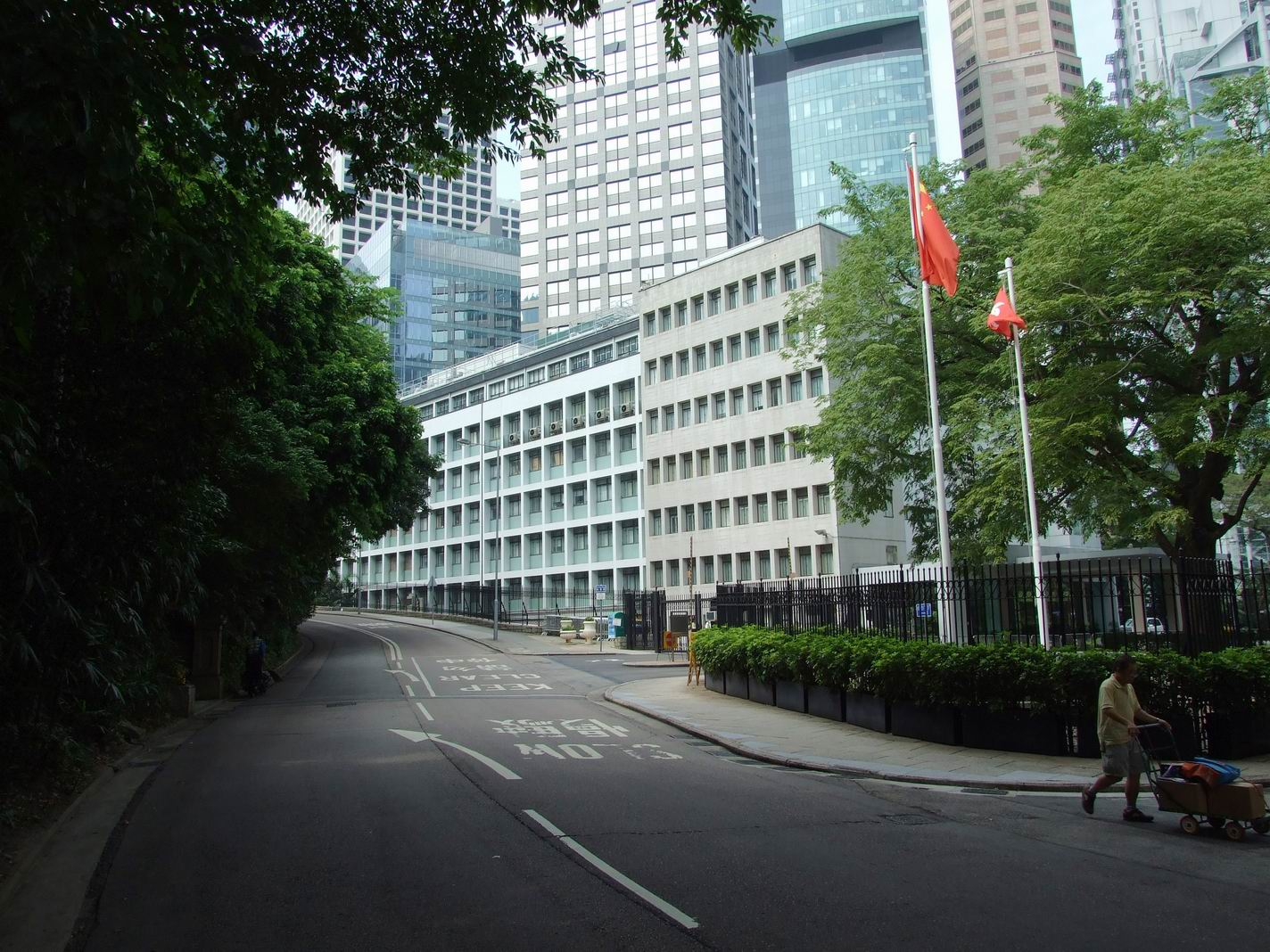
鄔勵德晚年表態反對把中區政府合署西座重建成大型商業樓宇

除了房屋和供水事務，鄔勵德也積極擴展交通網絡以應付不繼上升的交通流量。在他任內完成的交通工程計有在1966年開通的龍翔道和呈祥道，以及在1967年開通、連接新界沙田和九龍市區的獅子山隧道第一管道等。鄔勵德還對於在維多利亞港興建連接九龍和香港島的首條海底隧道進行可行性研究，促成港府在1969年委託私人公司興建紅磡海底隧道，海底隧道後來在1972年通車。
此外，港府在1963年邀請英國的倫敦運輸委員會（London Transport Board）及道路研究實驗所（Road Research Laboratory）就香港的未來交通發展進行研究，促成港府在1964年成立公共運輸調查小組（Passenger Transport Survey Unit，PTSU）。調查小組在1967年發表報告，指出香港長遠有必要興建新的集體運輸系統，以應付未來人口增長所潛在的交通問題。在調查進行期間，港府還在1966年2月委託英國的費爾文霍士顧問工程公司（Freeman, Fox, Wilbur Smith & Associates）就發展集體運輸系統進行研究，顧問公司復於1967年9月發表《香港集體運輸研究報告書》，草擬了地下鐵路的興建藍圖。
研究報告書最初建議港府興建荃灣綫和觀塘綫兩條連接港九的過海地下鐵路，另又建造港島綫和沙田綫兩條分別貫通香港島北岸和連接九龍和新界的地下鐵路，當時估計作價約34億港元。工務司署後來根據政府統計處發表的1966年中期人口統計數據，審議研究報告書的建議。在1968年3月，鄔勵德提出修訂方案，重點包括建議港島綫推遲至有需要的時候才動工、只保留荃灣綫和觀塘綫其中一條鐵路延伸至香港島、以及反對在1986年以前興建沙田綫，但認為可改為在九龍塘興建地下鐵路與九廣鐵路英段的轉乘站。
鄔勵德曾表示希望可以在1968年底為香港地鐵的興建作最後決定，惟建造方案一再修訂，使工程多次延遲。鄔勵德離任後，顧問公司在1970年發表《集體運輸進一步研究報告書》，對地鐵計劃提交新的修訂方案。而一直到1972年，港府才在港督麥理浩爵士主持下成立地下鐵路臨時管理局，而首條地下鐵路要到1975年11月才正式動工興建。由研究到動工興建地下鐵路，港府前後共使用了12年的時間。
在1963年至1968年間，港府用於工務工程的開支為24億港元，每年平均開支為5億港元。然而，鄔勵德雖然與時任財政司郭伯偉爵士有「良好的工作關係」，但由於在經濟上奉行「自由放任」政策的郭伯偉主張反對「任何可能導致長期財務承擔的前瞻性規劃」，並對公共開支作出嚴格的監控，使工務司署不少大型基礎建設項目受到相當的掣肘。不少長期項目，例如在沙田和青山（即屯門）興建新市鎮、修建屯門公路、興建萬宜水庫、發展地下鐵路和重建前金鐘海軍船塢等等，均因為財政司方面持保留意見而一再修訂和延遲，據說使到工務司署內不少官員感到失望和氣餒。即使是紅磡海底隧道的興建得到郭伯偉支持，但郭伯偉卻反對港府向工程作任何形式的補貼，因此紅磡海底隧道最終是交由私人公司以「建造、營運、移轉」（BOT）的模式興建。
鄔勵德在1969年3月卸任工務司一職，結束六年任期，由副工務司盧秉信（J. J. Robson）接任。在卸任前夕，鄔勵德在同年2月7日主持中環花園道的美利大廈紀念牌匾揭幕儀式。美利大廈由工務司署主持修建，樓高21層，採用嶄新而簡約的設計風格，1970年落成後成為工務司署的總部。為表揚鄔勵德多年來在工務司署作出的貢獻，他早在1967年的元旦授勳名單中，已獲英廷授予CMG勳銜。

### 駐英專員
鄔勵德在港府任職31年後，本應在1969年卸任工務司後退休，但在港府特別安排下，他得以押後退休，並在同年9月接替石智益在英國倫敦出任香港政府駐英專員。據鄔勵德憶述，由於自己並非外交官出身，因此最初出任駐英專員的時候，難以融入英國的外交官圈子。幸得到保守黨籍外務次官羅義爾（Anthony Royle）的主動協助，他才逐漸得到外交圈子的接納。在羅義爾的指示下，鄔勵德每次到外交部與他會面時，均獲安排在大使接待室等候，羅義爾也曾邀請鄔勵德出席退休大使的午餐會，讓他取得機會結交不同的外交界人物。
在駐英專員任內，鄔勵德最主要的貢獻是在1972年10月把港府駐英辦事處由原來位於聖詹姆士宮附近的槌球道53至54號（53-54 Pall Mall），遷往鄰近伯克萊廣場的格拉夫頓街6號（6 Grafton Street）。這座辦事處在1997年香港主權移交後仍繼續使用，並成為了香港特別行政區政府駐倫敦經濟貿易辦事處的辦工地點。鄔勵德還積極照顧旅英港人和旅英新界原居民在英國的需要，並在1970年起提供靈格風英語課程，讓他們學好英語。鄔勵德一任四年，到1973年9月由首席助理輔政司祁德（Samuel Kidd）接任，正式從港府退休。

### 晚年生涯
為紀念鄔勵德在任香港房屋協會執行委員會委員期間的貢獻，房協特地把在1975年至1976年間落成，位於香港島大坑的屋邨名命為勵德邨（Lai Tak Tsuen）。勵德邨中文名字取自鄔勵德的中文名稱，而屋邨的英文名稱則由中文名稱直接音譯而成。在1976年3月18日，在鄔勵德夫人、房協主席祁德尊爵士、房屋司黎保德和房屋署長廖本懷等人見證下，鄔勵德親身在勵德邨主持開邨揭幕典禮，以作紀念。
鄔勵德退休後繼續定居倫敦騎士橋，曾任香港嘉富國際有限公司顧問和任職於香港地鐵的倫敦招聘辦事處。鄔勵德晚年熱心關注自己的社區事務，並自1980年起參與騎士橋居民協會（Knightsbridge Association）的工作，促進社區發展。鄔勵德歷任協會副主席和規劃及保育委員會主席等職，直到2009年初才以96歲的高齡卸下協會的全職工作。
在2011年8月，香港特區政府位於金鐘添馬艦的新政府總部落成啟用，而各個政府決策部門則陸續由中區政府合署等地遷到新政府總部。對於在1950年代落成的中區政府合署不再成為政府總部，港府只同意保留中座和東座，但認為西座較遲落成，與中座和東座關聯性較低，因此提出建議拆卸西座，以便騰出空地，讓私人地產發展商興建最高可達32層的甲級商業樓宇。港府有關決定引起社會上不少保育團體反對，這些團體認為包括西座在內的政府山極具歷史價值，應該加以保育，不應把西座重建成商業樓宇。
本身有份參與興建中區政府合署的鄔勵德雖然已近百歲，但仍關注事件發展，並在倫敦家中接受保育團體「政府山關注組」訪問。在訪問當中，他強調西座是中區政府合署非常重要的組成部份，與東座和中座三為一體，反駁港府提出西座與東座和中座沒有關聯的說法。鄔勵德又批評港府捨棄自然得體的西座，取而代之興建「醜陋」的32層商業大廈，再配以細小的公園用地，是「不合邏輯」的設計。他認為，該處附近已經有香港公園、遮打花園和動植物公園等大片公園用地，對於擬建的商業大樓附設一個非常人工化的小型公園，他對有關設計感到詫異。
鄔勵德2018年1月26日於英國倫敦逝世，享嵩壽105歲。

## 個人生活
鄔勵德於1948年在香港迎娶艾瑟爾·索迪斯（Ethel Surtees）為妻，夫婦倆育有的一名在香港出生的女兒。鄔勵德也是香港會的會員。

## 榮譽

### 殊勳
- J.P. （官守[10]）
- C.M.G. （1967年元旦授勳名單[8]）

### 專業資格

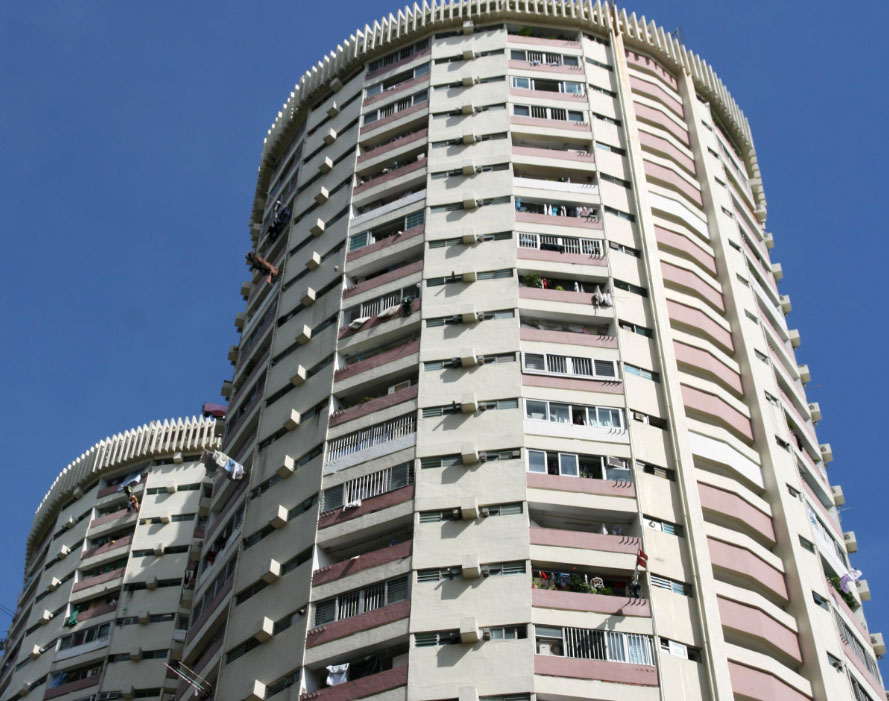
勵德邨

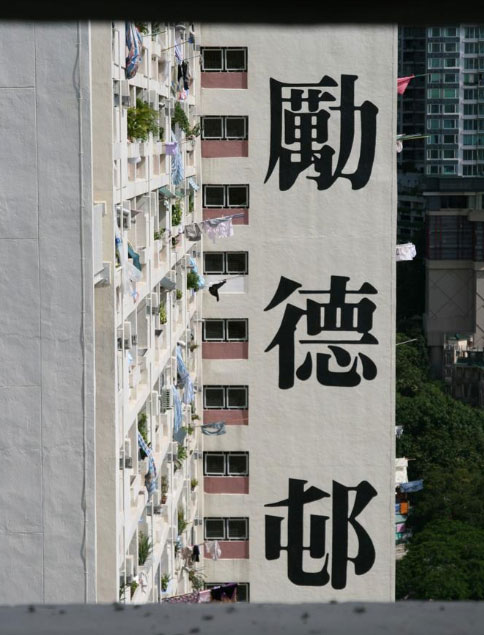
勵德邨牆上的邨名

- A.R.I.C.S. （1934年）
- A.R.I.B.A. （1937年）
- M.R.I.C.S.
- F.R.I.C.S.
- R.I.B.A.

### 以他命名的事物
- 勵德邨（Lai Tak Tsuen）：位於香港島大坑，由香港房屋協會興建，於1975年至1976年間落成。
  - 勵德邨道（Lai Tak Tsuen Road）：位於勵德邨。

## 注腳
1. 1 2 3 4 5 6  Who's Who. London: A & C Black, 2010.
2. 1 2  Cox, Elizabeth, "WRIGHT, Sir Denis, GCMG", British Diplomatic Oral History Programme. Churchill College, Cambridge, 2000.
3. 1 2  〈工務局人員送別鄔勵德〉，《工商日報》第四頁，1969年3月23日。
4. ↑  Brodie, Antonia, Directory of British Architects 1834-1914: L-Z. Continuum International Publishing Group, 2001.
5. ↑  The Colonial Office List. Great Britain: Colonial Office, 1925.
6. ↑  John Graham, "Wright, Sir Denis Arthur Hepworth (1911–2005)", Oxford Dictionary of National Biography. Oxford University Press, 2009.
7. 1 2  "A Brief History of Peak School". Hong Kong: Peak School, retrieved on 16 August 2011.
8. 1 2 3 4 5  〈本港中西人士，十九人獲勳，十一人得獎章〉，《工商日報》第五頁，1967年1月1日。
9. ↑  NEWSLETTER March 2007. London: The Knightsbridge Association, 2007.
10. 1 2 3 4 5 6 7  Edited by Luzzatto, Rola, Hong Kong Who's Who: An Almanac of Personalities and Their History, 1958- 1950. Hong Kong: Ye Olde Printers, 1960.
11. 1 2  OFFICIAL REPORT OF PROCEEDINGS. Hong Kong: Legislative Council, 26 March 1969.
12. ↑  . 獨立媒體. 2017-08-22.
13. 1 2 3  〈房協屋村(二)〉，香港地方，造訪於2011年8月14日。
14. 1 2  Hutcheon, Robin, High-rise Society: The First 50 years of the Hong Kong Housing Society. Hong Kong: Chinese University Press, 1998.
15. 1 2  資料來源於陳洪業先生，經由第三者轉發。
16. ↑  〈新聞稿：本港市民對清拆鐘樓意見調查〉，《突破青少年研究資料庫》，2006年12月18日。
17. ↑  〈行政長官就天星碼頭鐘樓事件發表談話全文〉，《新聞公報》，香港政府，2006年12月13日。
18. 1 2 3 4 5  〈政府山之父﹕拆西座不合邏輯〉，《明報》，2012年1月9日。
19. 1 2 3  "Our new clean, green home - Tamar", Civil Service Newsletter Issue No. 81. Hong Kong: The HKSAR Government, July 2011.
20. ↑  "Deed of Constitution", The Hong Kong Institute of Architects, retrieved on 14 August 2011.
21. ↑  "History", The Hong Kong Institute of Architects, retrieved on 14 August 2011.
22. ↑  "Past Presidents of HKIA", The Hong Kong Institute of Architects, retrieved on 14 August 2011.
23. ↑  〈工務司英格理退休，遺缺由鄔勵德接任〉，《工商日報》第四頁，1963年1月16日。
24. ↑  Hong Kong [63/64/65/66/67/68/69], Hong Kong: Hong Kong Government Press, 1964-1970 (Various years).
25. 1 2 3 4 5 6  OFFICIAL REPORT OF PROCEEDINGS. Hong Kong: Legislative Council, 27 & 28 March 1968.
26. ↑  〈工務司鄔勵德透露，趕建徙廈廉租屋，可供百萬人居住〉，《工商日報》第五頁，1966年1月26日。
27. ↑  〈受新例影響建築工程，工務局研究兩利措施〉，《工商日報》第五頁，1964年12月13日。
28. 1 2  Hayes, James, Friends & Teachers: Hong Kong and Its People, 1953-87. Hong Kong University Press, 1996.
29. 1 2  〈本港全日供應食水，將繼續到明年春季〉，《工商日報》第四頁，1967年10月3日。
30. ↑  〈工務司鄔勵德發表聲明，暫不放寬供水〉，《工商日報》第五頁，1963年7月23日。
31. 1 2 3 4 5 6  梁可欣編，《最後六任港督的聲音》，香港：商務印書館，2010年。
32. ↑  〈鄔勵德謂建試驗海水化淡工廠，若費億元鉅款有如投入溝渠〉，《工商日報》第六頁，1967年12月31日。
33. ↑  〈工務司鄔勵德在無綫電視談本港建設計劃〉，《工商日報》第五頁，1968年7月22日。
34. 1 2  Wilding, Paul, Huque, Ahmed Shafiqul and Tao Lai, Julia Po-wah, Social Policy in Hong Kong. E. Elgar, 1997.
35. 1 2  〈工務司鄔勵德表示，興建地下鐵路年底將可決定〉，《工商日報》第五頁，1968年2月18日。
36. 1 2 3 4  Tsang, Steve, Governing Hong Kong: Administrative Officers from the Nineteenth Century to the Handover to China, 1862-1997. Hong Kong : Hong Kong University Press, 2007.
37. ↑  〈工務司鄔勵德在立法局稱：海塢舊址發展計劃，五年內無可能實現〉，《工商日報》第六頁，1968年10月24日。
38. ↑  Singleton, Alex, "Obituary - Dedication to Sir John Cowperthwaite", Economic Freedom of the World 2006 Annual Report, 2006.
39. ↑  〈在港服務卅年，鄔勵德昨返英〉，《工商日報》第四頁，1969年3月29日。
40. 1 2  〈花園道口美梨大廈紀念牌匾揭幕禮，工務司鄔勵德主持〉，《工商日報》第五頁，1969年2月8日。
41. ↑  〈前工務司鄔勵德將出任港府駐倫敦辦事處主任〉，《工商日報》第四頁，1969年5月17日。
42. ↑  Hong Kong: Report for the Year 1972. Hong Kong : Government Press, 1973.
43. ↑  〈港府駐倫敦辦事處為留英港人舉辦英語靈格風課程〉，《華僑日報》第四張第三頁，1970年7月29日。
44. ↑  〈祈德出任駐英專員，施恪任銓敘司新職〉，《工商日報》第二張第一頁，1973年6月10日。
45. 1 2  〈勵德邨舉行揭幕禮〉，《華僑日報》第三張第三頁，1976年3月19日。
46. ↑  The Chartered Mechanical Engineer Vol. 26. Mechanical Engineering Publications Ltd., 1979.
47. ↑  〈前工務局長鄔勵德應嘉富機構邀請返港〉，《工商日報》第七頁，1974年7月28日。
48. 1 2  NEWSLETTER June 2009. London: The Knightsbridge Association, 2009.
49. ↑  . 明報即時新聞. 2018年1月30日  [2018年1月30日]. （原始内容存档于2018年1月30日） （中文（香港））.

### 英文資料
- The Colonial Office List. Great Britain: Colonial Office, 1925.
- Edited by Luzzatto, Rola, Hong Kong Who's Who: An Almanac of Personalities and Their History, 1958- 1950. Hong Kong: Ye Olde Printers, 1960.
- Hong Kong [63/64/65/66/67/68/69], Hong Kong: Hong Kong Government Press, 1964-1970 (Various years).
- OFFICIAL REPORT OF PROCEEDINGS. Hong Kong: Legislative Council, 27 & 28 March 1968. 網上版本 （页面存档备份，存于）
- OFFICIAL REPORT OF PROCEEDINGS. Hong Kong: Legislative Council, 26 March 1969. 網上版本 （页面存档备份，存于）
- Hong Kong: Report for the Year 1972. Hong Kong : Government Press, 1973.
- The Chartered Mechanical Engineer Vol. 26. Mechanical Engineering Publications Ltd., 1979.
- Hayes, James, Friends & Teachers: Hong Kong and Its People, 1953-87. Hong Kong University Press, 1996. 網上版本
- Wilding, Paul, Huque, Ahmed Shafiqul and  Tao Lai, Julia Po-wah, Social Policy in Hong Kong. E. Elgar, 1997.
- Cox, Elizabeth, "WRIGHT, Sir Denis, GCMG", British Diplomatic Oral History Programme. Churchill College, Cambridge, 2000. 網上版本 （页面存档备份，存于）
- Brodie, Antonia, Directory of British Architects 1834-1914: L-Z. Continuum International Publishing Group, 2001.
- Singleton, Alex, "Obituary - Dedication to Sir John Cowperthwaite", Economic Freedom of the World 2006 Annual Report, 2006. 網上版本
- Tsang, Steve, Governing Hong Kong: Administrative Officers from the Nineteenth Century to the Handover to China, 1862-1997. Hong Kong : Hong Kong University Press, 2007.
- NEWSLETTER March 2007. London: The Knightsbridge Association, 2007.
- NEWSLETTER June 2009. London: The Knightsbridge Association, 2009.
- John Graham, "Wright, Sir Denis Arthur Hepworth (1911–2005)", Oxford Dictionary of National Biography. Oxford University Press, 2009.
- Who's Who. London: A & C Black, 2010.
- Hutcheon, Robin, High-rise Society: The First 50 years of the Hong Kong Housing Society. Hong Kong: Chinese University Press, 1998. 網上版本
- "Our new clean, green home - Tamar", Civil Service Newsletter Issue No. 81. Hong Kong: The HKSAR Government, July 2011. 網上版本 （页面存档备份，存于）
- "History", The Hong Kong Institute of Architects, retrieved on 14 August 2011. 網頁 （页面存档备份，存于）
- "Deed of Constitution", The Hong Kong Institute of Architects, retrieved on 14 August 2011. 網頁 （页面存档备份，存于）
- "Past Presidents of HKIA", The Hong Kong Institute of Architects, retrieved on 14 August 2011. 網頁 （页面存档备份，存于）
- "A Brief History of Peak School". Hong Kong: Peak School, retrieved on 16 August 2011. 網頁

### 中文資料
- 〈工務司英格理退休，遺缺由鄔勵德接任〉，《工商日報》第四頁，1963年1月16日。
- 〈工務司鄔勵德發表聲明，暫不放寬供水〉，《工商日報》第五頁，1963年7月23日。
- 〈受新例影響建築工程，工務局研究兩利措施〉，《工商日報》第五頁，1964年12月13日。
- 〈工務司鄔勵德透露，趕建徙廈廉租屋，可供百萬人居住〉，《工商日報》第五頁，1966年1月26日。
- 〈本港全日供應食水，將繼續到明年春季〉，《工商日報》第四頁，1967年10月3日。
- 〈鄔勵德謂建試驗海水化淡工廠，若費億元鉅款有如投入溝渠〉，《工商日報》第六頁，1967年12月31日。
- 〈本港中西人士，十九人獲勳，十一人得獎章〉，《工商日報》第五頁，1967年1月1日。
- 〈工務司鄔勵德表示，興建地下鐵路年底將可決定〉，《工商日報》第五頁，1968年2月18日。
- 〈工務司鄔勵德在無綫電視談本港建設計劃〉，《工商日報》第五頁，1968年7月22日。
- 〈工務司鄔勵德在立法局稱：海塢舊址發展計劃，五年內無可能實現〉，《工商日報》第六頁，1968年10月24日。
- 〈花園道口美梨大廈紀念牌匾揭幕禮，工務司鄔勵德主持〉，《工商日報》第五頁，1969年2月8日。
- 〈工務局人員送別鄔勵德〉，《工商日報》第四頁，1969年3月23日。
- 〈在港服務卅年，鄔勵德昨返英〉，《工商日報》第四頁，1969年3月29日。
- 〈前工務司鄔勵德將出任港府駐倫敦辦事處主任〉，《工商日報》第四頁，1969年5月17日。
- 〈港府駐倫敦辦事處為留英港人舉辦英語靈格風課程〉，《華僑日報》第四張第三頁，1970年7月29日。
- 〈祈德出任駐英專員，施恪任銓敘司新職〉，《工商日報》第二張第一頁，1973年6月10日。
- 〈前工務局長鄔勵德應嘉富機構邀請返港〉，《工商日報》第七頁，1974年7月28日。
- 〈勵德邨舉行揭幕禮〉，《華僑日報》第三張第三頁，1976年3月19日。
- 〈新聞稿：本港市民對清拆鐘樓意見調查〉，《突破青少年研究資料庫》，2006年12月18日。網頁 （页面存档备份，存于）
- 〈行政長官就天星碼頭鐘樓事件發表談話全文〉，《新聞公報》，香港政府，2006年12月13日。網頁 （页面存档备份，存于）
- 梁可欣編，《最後六任港督的聲音》，香港：商務印書館，2010年。
- 〈政府山之父﹕拆西座不合邏輯〉，《明報》，2012年1月9日。網上版本
- 〈房協屋村(二)〉，香港地方，造訪於2011年8月14日。網頁 （页面存档备份，存于）

## 外部連結
- High-rise Society: The First 50 years of the Hong Kong Housing Society
- 〈99歲前工務司反對賣政府山 （页面存档备份，存于）〉，《蘋果日報》，2012年1月9日。

| 其他職務      | 其他職務                             | 其他職務            |
| ------------- | ------------------------------------ | ------------------- |
| 前任： 徐敬直 | 香港建築師公會會長 1958年-1959年     | 繼任： H·G·F·魯賓遜 |
| 政府职务      |                                      |                     |
| 前任： 英格理 | 工務司 1963年3月-1969年3月           | 繼任： 盧秉信       |
| 前任： 石智益 | 香港政府駐英專員 1969年9月-1973年9月 | 繼任： 祁德         |